# フリオ・ベラスコ
フリオ・ベラスコ（Julio Velasco, 1952年2月9日 - ）は、アルゼンチン国籍のバレーボール指導者。日本ではジュリオ・ベラスコ表記も見られる。

## 来歴
人呼んで「魔法使いの見習い」。
15歳の時「La Plata University Club」でバレーボールを始める。後に指導者に転身。1983年にイタリア2部のモデナ監督に就任するや、チームをセリエA1に昇格させ 四連覇を果たす。1989年にはイタリア男子代表監督に就任し、1996年のアトランタ五輪でイタリアを銀メダルに導いた。同年、代表監督を勇退。
2003年にはバレーボール殿堂入りも果たした。
2008年の北京五輪後、日本バレーボール協会は、全日本男子チーム（同五輪1次リーグ敗退）の代表監督の公募を行った。この時、複数からの応募があり、ベラスコも含まれていたという一部報道もある。最終的に植田辰哉監督の続投が決定した。
2011年にイラン男子代表監督に就任し、イランをアジアのトップチームに引き上げた。2013年1月、2014年シーズンまでのイラン代表監督続投決定が報道された。

## エピソード
ベラスコが放った格言に「言い訳は許さない」がある。イタリア代表監督時代には「（身長が足りないから）東欧には勝てない」という言い訳を、強固なウェイトトレーニングとメンタル強化により打ち破った。代表監督就任以前のチームは海外遠征時には、イタリアの食品を持参するのが常であったが就任後には一切これを許さなかったという。